# Harbinger
Harbinger is de 66e aflevering van de serie Star Trek: Enterprise van 97 afleveringen in totaal. 
Seizoen drie van deze serie heeft één grote verhaallijn, die het gehele seizoen voortduurt (zie seizoen drie), met meerdere plots. Deze aflevering is dus slechts één onderdeel van dit verhaal.

## Verloop van de aflevering
In het deel van de ruimte waar de Enterprise zich bevindt, zijn tientallen grote metaalachtige bollen met een doorsnede van 19 km te vinden. Zij produceren graviteitsveranderingen die schadelijk zijn voor ruimteschepen en of ze ook een andere functie hebben, is onbekend. Op een punt waar deze golven van zwaartekrachtsveranderingen van vijf bollen elkaar kruisen, is een stuk ruimte ontstaan waar geen schepen meer kunnen varen. Echter vindt de Enterprise, die in de buurt is, een persoon in een kleine cabine, kennelijk daar achtergelaten om te zien hoe en of hij in het stuk ruimte kan overleven. Zodra hij op de Enterprise komt, begint zijn lichaam te vervallen. Kapitein Jonathan Archer wil weten waarom hij zich in de capsule bevond. Hij krijgt alleen te horen dat het om een proef gaat die hem uit zijn gevangenschap zou halen en dat hij graag terug wil. Dat staat Archer echter niet toe. Het wezen op zijn schip blijkt echter transdimensionaal te zijn. Dat wil zeggen dat hij uit een universum komt waar andere natuurwetten gelden. Daardoor kan hij niet lang in de 'normale' ruimte overleven, maar is hij niet gebonden aan wetten. Zo blijkt dat hij dwars door muren heen kan lopen. Later probeert hij de Enterprise zelfs te vernietigen, maar hij wordt net op tijd tegengehouden door Malcolm Reed. Als Archer vlak voordat het wezen vergaat, vraagt wat zijn werkelijke doel was, zegt hij dat zijn ras zal overwinnen wanneer de Xindi de mensheid vernietigd. Hiermee wordt duidelijk dat het plan van de Xindi om de mensheid te vernietigen onderdeel is van een groter plan.
Verder hebben Trip Tucker en T'Pol in deze aflevering een onenightstand en hebben Reed en majoor Hayes een hoogoplopende ruzie, waarbij ze beide lichtgewond raken en van Archer een zware reprimande krijgen. 

## Achtergrondinformatie
- De scène waarin Jolene Blalock (T'Pol) gedeeltelijk naakt te zien is, is door sommige zenders zo aangepast dat de onderkant van de shots eindigen bij haar onderrug. In Nederland en België is de passage ongewijzigd vertoond.

## Acteurs

### Hoofdrollen
- Scott Bakula als kapitein Jonathan Archer
- (John Billingsley als dokter Phlox)
- Jolene Blalock als overste T'Pol
- Dominic Keating als luitenant Malcolm Reed
- Anthony Montgomery als vaandrig Travis Mayweather
- Linda Park als vaandrig Hoshi Sato
- Connor Trinneer als overste Charles "Trip" Tucker III

### Gastrollen
- Noa Tishby als Amanda Cole
- Thomas Kopache als de Alien
- Steven Culp als Majoor Hayes

### Bijrollen

#### Bijrol met vermelding in de aftiteling
geen

#### Bijrol zonder vermelding in de aftiteling
- Solomon Burke junior als Billy
- Hilde Garcia als Rossi
- Yoshio Iizuka als V. Brown
- Andrew MacBeth als E. Hamboyan
- Dorenda Moore als S. Money
- Paul Sklar als R. Richards
- Chris Torres als B. Moreno
- Jeff Wolfe als een MACO

### Stuntdubbels
- Alex Chansky als stuntdubbelganger voor Steven Culp
- Marty Murray als stuntdubbelganger voor Dominic Keating
- Karen Sheperd als stuntdubbelganger voor Linda Park

## Links en referenties
- Harbinger op Memory Alpha
- (en)   Harbinger in de Internet Movie Database